# Chapelle Saint-Barthélemy de Jamblinne
La chapelle Saint-Barthélemy est un édifice religieux catholique situé dans le hameau de Jamblinne faisant partie de la commune de Rochefort en province de Namur (Belgique). La chapelle est classée au patrimoine immobilier de Wallonie.

## Situation
La chapelle est bâtie au centre du petit village de Jamblinne, un peu en retrait de la rue de Jamblinne, en face de la maison située au no 24. Elle entourée par un vieux cimetière entouré de murs.

## Historique
La chapelle est érigée en 1759 à l'initiative du curé J.H. Lebrun. Il est très possible que l'édifice actuel ait remplacé une chapelle antérieure. L'entrée se fait par un petit porche ajouté sans doute à la fin du XVIIIe siècle. Une sacristie est ajoutée au sud du bâtiment au cours du XXe siècle.

## Description
L'édifice construit en pierre calcaire possède une nef de trois travées et une abside aveugle à trois pans coupés. Les baies ornées de vitraux sont à linteau bombé avec clé de voûte sur montants harpés. La toiture d'ardoises est ponctuée par un clocheton carré surmonté d'une flèche octogonale, d'une croix et d'un coq en girouette en fer forgé. 
L'intérieur est remarquable par son riche décor de stucs et son mobilier de style Louis XV et possède des fonts baptismaux circulaires en pierre bleue du XVIe siècle ainsi que plusieurs dalles funéraires du XVe siècle au XVIIe siècle.

## Classement
La chapelle Saint-Barthélemy est un bien classé depuis le 10 mars 1948 et est reprise sur la liste du patrimoine immobilier classé de Rochefort.